# Joshua Marston
Pour les articles homonymes, voir Marston (homonymie).
Joshua Marston est un réalisateur américain né le 13 août 1968.

## Filmographie
- 1999 : Bus to Queens
- 2004 : Maria, pleine de grâce
- 2008 : Bitter Memories
- 2009 : New York, I Love You (réalisateur d'un segment)
- 2011 : The Forgiveness of Blood
- 2016 : Identities (Complete Unknown)
- 2018 : Come Sunday